# Black Country Woman
"Black Country Woman" är en låt av Led Zeppelin på albumet Physical Graffiti från 1975. Låten skrevs ursprungligen till skivan Houses of the Holy, men fick inte plats på den. Den spelades in utomhus i Mick Jaggers trädgård. I början av låten hör man inspelningsteknikern Eddie Kramer säga: "Shall we roll it Jimmy?" följt av "Don't want to get this airplane on". Robert Plant replikerar dock: "Nah, leave it, yeah."
Originaltiteln var "Never Ending Doubting Woman Blues" innan den ändrades till "Black Country Woman" vilket syftar på ett område i Birmingham. Låten spelades live under bandets USA-turné 1977.